# Лос Пепес
Лос Пепес, име изведено од шпанског израза Perseguidos por Pablo Escobar ("прогоњени Пабло Ескобаром"), била је краткотрајна осветничка група, састављена од непријатеља нарко боса Пабла Ескобара. Они су водили рат малих размера против Ескобаровог Меделин Картела почетком 1990-их, који је завршен 1993. г. са Ескобаровом смрти.
Иако назив сугерише да су сви, или већина, чланова Лос Пепеса раније прогањани од стране Ескобара, највероватније је само неколицина чланова групе испаштала од руку злогласног краља дроге. Многи чланови су наводно били трговци дрогом, његови ривали. Лос Пепес су наводно финансирали ривалски Кали картел, Браћа Кастањо, као и друге непознате особе или групе, што наводно укључује и ЦИА-у.

## Историја

### Везе с властима
Постоје извештаји да су Лос Пепес имали везе са неким члановима Колумбијске националне полиције (КНП), посебно са Истражним блоком (Bloque de Búsqueda), са којима су размењивали информације како би извршили своја дејства против Ескобара. Према документима објављеним у јавности од стране америчке Централне обавештајне агенције (ЦИА) 2008. године, генерални директор Колумбијске националне полиције Мигел Антонио Гомез Падила је изјавио да је наложио вишем КНП обавештајном официру да одржава контакте са Фидел Кастањом, паравојним вођом Лос Пепеса, за потребе прикупљања обавештајних података.

### Последице
Након смрти Ескобара 1993. године, неколико њихових вођа су на крају постали вође националне паравојне алијансе у Колумбији, Уједињене само-одбрамбене снаге Колумбије (АУК), групе која је формирана не само у сврху борбе против картела, него и као марксистичка герилска група Револуционарне оружане снаге Колумбије (ФАРК). Браћа Кастањо (Висенте, Карлос 1965-2004 и Фидел, који је нестао 1994. године) су оснивачи неколико паравојних група и покретачка снага иза АУК.
Још један члан из Лос Пепеса, Дијего Мурило Бехарано звани "Дон Берна", на крају је постао генерални инспектор АУК, као и важан трговац дрогом у картелу La Oficina de Envigado.
Институт за политичке студије Колумбије трага за детаљима о томе, које везе су америчке ЦИА и ДЕА имали у Лос Пепесу. Они су покренули законски поступак у складу са Законом о слободи информисања против ЦИА.

### Описи
Марк Бауденова књига Убијање Пабла ( 978-0-14-200095-3) указује на неке операције Лос Пепеса и описује неке од облика сарадње и подршке коју је група наводно добила од припадника Колумбијске националне полиције.

### Занимљивости
Лос Пепес су приказани у сезони 2. Нетфликсове телевизијске серије Наркос.